# Antena de Oro 2023
La llista de guardonats de la L edició dels premis Antena de Oro 2023 va ser anunciada el 18 d'octubre de 2023. L'entrega dels premis tindrà lloc el 25 de novembre al Gran Casino d'Aranjuez i serà presentada per la presentadora de TVE Ana Belén Roy. A continuació la llista de guardonats:

## Televisió
- El Hormiguero, d'Antena 3
- Emma García, de Telecinco
- Igor Gómez Maneiro, Telediario Fin de Semana de TVE
- Risto Mejide, de Cuatro
- Cristina Pardo, de La Sexta
- Documental En el valle de la luna del director Raúl Vaquero, produït per Eric Frattini.

## Ràdio
- Fran Sevilla, de RNE
- Carlos Alsina, d'Onda Cero
- Juanma Castaño, de COPE
- Mara Torres, de Cadena SER
- Luis Herrero, d'EsRadio
- Kiss Fm pel seu 20è Aniversari

## Trajectòria Professional
Eurocaja Rural, en la figura del seu president Javier López Martín i en María Li Bao, pel 50è aniversari de les relacions entre Espanya i la Xina.

## Extraordinari
Felip VI pel seu comportament amb els mitjans de comunicació.

## Especials
- Luis del Olmo
- Iñaki Gabilondo
- José María García
- Carmen García Vela
- Miguel de los Santos
- Alfredo Amestoy
- Natalia Figueroa